# 生物偵察車

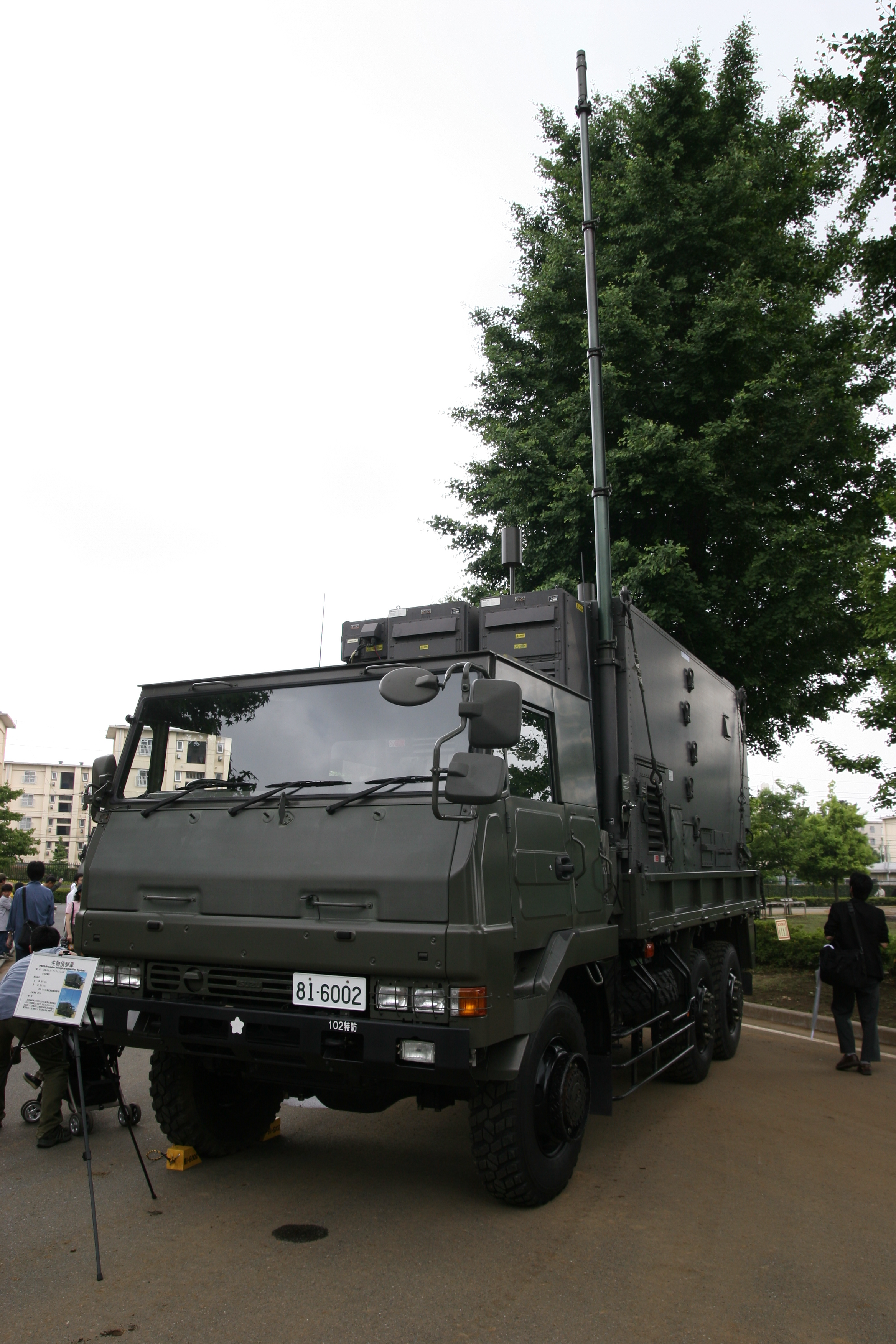
第102特殊武器防護隊の生物偵察車。気象観測装置を伸長したところ

生物偵察車（せいぶつていさつしゃ）は、生物兵器により汚染された地域を偵察する事を目的とした、トラック型の装輪偵察車両である。

## 概要
陸上自衛隊の化学科が装備しており、全国の特殊武器防護隊に主に配備されている。
陸上自衛隊は核兵器・化学兵器により汚染された地域を偵察する車両として化学防護車を保有しているが、生物兵器により汚染された地域を偵察する為の車両などの装備は保有していなかった。
しかし、生物兵器の世界的な拡散や、生物剤の広域感染・無差別殺傷性が脅威として懸念されていた事から、生物兵器に対処する為の装備を導入する事となった。その一つとして導入されたのが生物偵察車であり、73式大型トラックの荷台にスミス・ディテクション社製の、生物剤雲（エアロゾル）の検知及び、炭疽菌や天然痘ウイルスといった主要な生物剤の識別を行う装置を搭載した車両である。
原型車の73式大型トラックではキャビンの屋根は幌になっているが、本車は金属製屋根に改造されている。
2004年度から2007年にかけて調達され、価格は1両あたり3億9千万円（2004年度）から4億8千万円（2006年度）。
後継車として、化学防護車と生物偵察車を一本化してNBC兵器対処能力を高めたNBC偵察車が平成22年度から調達されている。
2019年（令和元年）度防衛白書によれば、合理的な装備体系の構築のための取組として、生物偵察車が「整備数量が少なく、費用対効果の低い装備品」として名指しされ、（NBC偵察車に）「機能担保を行いつつ用途廃止」とされている。

## 性能諸元
- 乗員:2名
- 全長:約6,900mm
- 全幅:約2,900mm
- 全高:約3,600mm（気象観測装置を除く）
- 重量:約4,000kg（車重は除く）